# Catherine Bamugemereire
Catherine Bamugemereire, (geboren 1970 in Bubulo, Distrikt Mbale) ist eine ugandische Richterin, die 2015 an den Court of Appeal in Uganda berufen wurde, der gleichzeitig Ugandas Verfassungsgericht ist.

## Leben und Karriere
Catherine Bamugemereire erwarb ihren Bachelor of Laws 1992 an der Makerere-Universität. 2003 wurde ihr der Master of Laws in vergleichendem und internationalem Recht an der Southern Methodist University, in Dallas, Texas, verliehen. Vor ihrem Studienaufenthalt in den USA war sie zunächst im Büro der Staatsanwaltschaft für öffentliche Strafverfolgung und als Magistrat in Uganda tätig. 2001 übernahm sie für kurze Zeit eine Tätigkeit als rechtliche Beraterin für Shell Mexico LPG. Nach Erlangung ihres Masters zog sie nach Großbritannien, wo sie sieben Jahre lang an der Universität von Surrey lehrte. 2010 kehrte sie nach Uganda zurück und wurde als Richterin an den High Court berufen. Sie arbeitet in dieser Zeit im Bereich Familienrecht und bei der Korruptionsbekämpfung. In letzterem gilt sie mittlerweile als Expertin, sie sprach zu diesem Thema unter anderem vor der Weltbank. Bei ihrer Berufung an den Court of Appeal war sie die jüngste der 14 Richterinnen dieses Gerichts.
Catherine Bamugemereire steht seit 2017 der Kommission für Landverteilung vor. In diesem Rahmen wurde sie sowohl Zielscheibe von Vorwürfen ungesetzlichen Handelns, als auch von Drohungen bis hin zu tätlichen Angriffen.